# Stefania Tozzi
Stefania Tozzi, conosciuta semplicemente come Stefania (Matelica, 17 novembre 1949), è una cantante italiana.

## Biografia
Studentessa di conservatorio, inizia a cantare in giovane età: già alla fine degli anni sessanta pubblica alcuni 45 giri. Continuerà ad incidere brani fino alla seconda metà degli anni settanta.
Partecipa a Un disco per l'estate 1970 con la canzone Come le fragole.
Nel 1974 partecipa al Festival di Castrocaro. Anche se non vince l'anno successivo viene selezionata tra i partecipanti del  Festival di Sanremo, dove il suo brano, L'incertezza di una vita (di Paolo Prencipe, Sabino Sciannamea e Francesco Specchia) raggiunge la finale.
Si diploma al conservatorio in canto, diventando in seguito insegnante di musica presso la scuola media di Porto Garibaldi.
Ha proseguito l'attività di cantante nei locali della riviera romagnola esibendosi assieme al marito Stefano con il nome di Stefano & Stefania.

## Discografia parziale

### 45 giri
- 1969: Il vento va/In verità ti dico che (Signal, S 194)
- 1970: Come le fragole/Alla stazione (Signal, S 5482)
- 1971: Quando non ci sei/Bon bon bon (EMI Italiana/Odeon, 3C006-17786)
- 1975: L'incertezza di una vita/Gioca fantasia (Osi Records, OSI 0004)